# Lithobius alenae
Lithobius alenae är en mångfotingart som först beskrevs av Dobroruka 1980.  Lithobius alenae ingår i släktet Lithobius och familjen stenkrypare. Inga underarter finns listade i Catalogue of Life.